# Žábronožka solná
Žábronožka solná (Artemia salina (Linnaeus, 1758)) je druh drobných slanovodních korýšů z čeledi žábronožkovitých.

## Popis
Žábronožka solná má podlouhlé tělo bez skořápky. Dospělci mají tři stopkaté složené oči a jedenáct párů lupenitých nožek, dorůstají délky až 15 mm. Distální článek druhého páru tykadel samců je zploštělý a lopatkovitě rozšířený, při páření se jím samec přidržuje samice.

## Výskyt
Žábronožka solná je slanovodní organismus. Žije ve slaných jezerech. Je přizpůsobena životu ve vysýchavých jezerech a snáší velké výkyvy salinity. V sladkých vodách po krátkém čase hyne – zhruba po hodině. Požírá zelené řasy.

## Rozmnožování
Žábronožka solná se rozmnožuje pohlavně nebo partenogenezí. Vajíčka dokáží přečkat dlouhé období nepříznivých podmínek.

## Význam
Žábronožka solná je v akvaristice využívána jako krmivo – zkrmována jsou všechna stádia: vajíčka, nauplie i dospělci.